# Bílkove Humence
Bílkove Humence (in ungherese Bilkaudvar) è un comune della Slovacchia facente parte del distretto di Senica, nella regione di Trnava.